# Tom Court
Pas d'image ? Cliquez ici

a Compétitions nationales et continentales officielles uniquement.

b Matchs officiels uniquement.
Dernière mise à jour le 28 septembre 2017.
Tom Gordon Court, né le 6 novembre 1980 à Brisbane, est un joueur de rugby à XV irlandais d'origine australienne, évoluant au poste de pilier. Il a un grand-parent d'origine irlandaise. Il figure en équipe d'Irlande dans le groupe des vingt-deux joueurs retenus pour l'ouverture du Tournoi des six nations 2009 sans entrer en jeu.

## Carrière

### En province
- 2006 : Queensland Reds (Super 14)
- 2006-2014 : Ulster
- 2014-2017 : London Irish

### En équipe nationale
Il honore sa première cape internationale en équipe d'Irlande le 15 février 2009 contre l'équipe d'Italie.

## Statistiques en équipe nationale
- 32 sélections
- Sélection par année : 5 en 2009, 8 en 2010, 11 en 2011, 5 en 2012, 3 en 2013
- Tournoi des Six Nations disputé : 2009, 2010, 2011, 2012, 2013
- Coupe du monde : 2011 (trois rencontres).